# Каланчак (плавкран)
«Каланчак» — плавучий кран проєкту 771, який входив до складу Військово-Морських Сил України. Має бортовий номер U802. Був названий на честь селища міського типу Каланчак.

## Історія
Плавучий кран «ПК-23050» було закладено 12 серпня 1960 року в Севастополі на Севастопольському морському заводі ім.С Орджонікідзе (заводський №6). Спущений на воду 3 березня 1961 року, став до ладу 30 грудня 1961 року. Увійшов до складу Чорноморського флоту ВМФ СРСР. Згідно з Договором про розділ Чорноморського флоту в 1997 році плавкран відійшов Україні. Увійшов до складу ВМС України, де він отримав нову назву — «Каланчак» (бортовий номер U802). У 2014 році, в результаті російської агресії, плавучий кран «Каланчак» був захоплений російською армією.